# 1. HNL 2018./19.
Prva hrvatska nogometna liga 2018./19. (službeno, iz sponzorskih razloga: Hrvatski Telekom Prva liga) bila je 28. sezona 1. HNL koja je započela 27. srpnja 2018. godine, a završila 25. svibnja 2019. godine. Deset momčadi odigralo je 36 utakmica četverokružnim sustavom uz stanku na prijelazu godina koja je sezonu podijelila na proljetni i jesenski dio.
 
Prvak je postao "Dinamo" iz Zagreba. 

## Momčadi
| Klub             | Grad          | Stadion                           | Kapacitet | Trener           | Kapetan           | Športski parner | Glavni sponzor     |
| ---------------- | ------------- | --------------------------------- | --------- | ---------------- | ----------------- | --------------- | ------------------ |
| GNK Dinamo       | Zagreb        | Stadion Maksimir                  | 35.423    | Nenad Bjelica    | Arijan Ademi      | Adidas          | Lana grupa         |
| HNK Gorica       | Velika Gorica | Gradski stadion                   | 8000      | Sergej Jakirović | Igor Čagalj       | Alpas           |                    |
| HNK Hajduk       | Split         | Gradski stadion Poljud            | 34.198    | Siniša Oreščanin | Mijo Caktaš       | Macron          | Tommy              |
| NK Inter         | Zaprešić      | ŠRC Zaprešić                      | 5228      | Samir Toplak     | Karlo Muhar       | Joma            |                    |
| NK Istra 1961    | Pula          | Stadion Aldo Drosina              | 9800      | Igor Cvitanović  | Marin Grujević    | Kelme           | Croatia osiguranje |
| NK Lokomotiva    | Zagreb        | Stadion Kranjčevićeva             | 8850      | Goran Tomić      | Fran Karačić      | Nike            | Crodux             |
| NK Osijek        | Osijek        | Stadion Gradski vrt               | 18.856    | Dino Skender     | Mile Škorić       | Nike            | DOBRO              |
| HNK Rijeka       | Rijeka        | Stadion Rujevica                  | 8279      | Igor Bišćan      | Alexander Gorgon  | Joma            | Sava osiguranje    |
| NK Rudeš         | Zagreb        | Stadion Kranjčevićeva             | 8850      | Tomislav Ivković | Tomislav Mrkonjić | Kelme           |                    |
| NK Slaven Belupo | Koprivnica    | Gradski stadion „Ivan Kušek Apaš” | 3205      | Ivica Sertić     | Mateas Delić      | Adidas          | Belupo (Podravka)  |

## Ljestvica
| Poz. | Momčad            | U  | P  | N  | I  | G+ | G– | G+/– | Bod. | Nastavak natjecanja ili ispadanje |
| ---- | ----------------- | -- | -- | -- | -- | -- | -- | ---- | ---- | --------------------------------- |
| 1.   | Dinamo Zagreb (P) | 36 | 29 | 5  | 2  | 74 | 20 | +54  | 92   | UEFA Liga prvaka                  |
| 2.   | Rijeka            | 36 | 19 | 10 | 7  | 70 | 36 | +34  | 67   | UEFA Europska liga                |
| 3.   | Osijek            | 36 | 18 | 8  | 10 | 61 | 36 | +25  | 62   | UEFA Europska liga                |
| 4.   | Hajduk Split      | 36 | 17 | 11 | 8  | 59 | 39 | +20  | 62   | UEFA Europska liga                |
| 5.   | Gorica            | 36 | 17 | 8  | 11 | 57 | 46 | +11  | 59   |                                   |
| 6.   | Lokomotiva Zagreb | 36 | 13 | 10 | 13 | 51 | 43 | +8   | 49   |                                   |
| 7.   | Slaven Belupo     | 36 | 7  | 16 | 13 | 41 | 53 | −12  | 37   |                                   |
| 8.   | Inter Zaprešić    | 36 | 9  | 4  | 23 | 40 | 84 | −44  | 31   |                                   |
| 9.   | Istra 1961 (O)    | 36 | 6  | 7  | 23 | 31 | 73 | −42  | 25   | Doigravanje za 2. HNL             |
| 10.  | Rudeš (R)         | 36 | 3  | 5  | 28 | 26 | 80 | −54  | 14   | 2. HNL                            |

Broj predstavnika u kvalifikacijama za UEFA Liga prvaka i UEFA Europska liga u sezoni 2019./20. ovisio je o pobjedniku Kupa Hrvatske. Ako pobjednik Kupa Hrvatske bude da jednoj od prve tri pozicije na tablici 1. HNL, četvrta pozicija na tablici 1. HNL 2018./19. također će voditi u kvalifikacije za UEFA Europska liga 2019./20.

## Rezultatska križaljka
Pobjeda domaćina utakmice       Poraz domaćina utakmica
      Rezultatski izjednačena utakmica 
| Prvi ciklus (1. – 18. kolo) | Prvi ciklus (1. – 18. kolo) | Prvi ciklus (1. – 18. kolo) | Prvi ciklus (1. – 18. kolo) | Prvi ciklus (1. – 18. kolo) | Prvi ciklus (1. – 18. kolo) | Prvi ciklus (1. – 18. kolo) | Prvi ciklus (1. – 18. kolo) | Prvi ciklus (1. – 18. kolo) | Prvi ciklus (1. – 18. kolo) | Prvi ciklus (1. – 18. kolo) |                    | Drugi ciklus (19. – 36. kolo) | Drugi ciklus (19. – 36. kolo) | Drugi ciklus (19. – 36. kolo) | Drugi ciklus (19. – 36. kolo) | Drugi ciklus (19. – 36. kolo) | Drugi ciklus (19. – 36. kolo) | Drugi ciklus (19. – 36. kolo) | Drugi ciklus (19. – 36. kolo) | Drugi ciklus (19. – 36. kolo) | Drugi ciklus (19. – 36. kolo) | Drugi ciklus (19. – 36. kolo) |
| Domaća / Gostujuća          | DIN                         | GOR                         | HAJ                         | INT                         | IST                         | LOK                         | OSI                         | RIJ                         | RUD                         | SLA                         | Domaća / Gostujuća | DIN                           | GOR                           | HAJ                           | INT                           | IST                           | LOK                           | OSI                           | RIJ                           | RUD                           | SLA                           |                               |
| --------------------------- | --------------------------- | --------------------------- | --------------------------- | --------------------------- | --------------------------- | --------------------------- | --------------------------- | --------------------------- | --------------------------- | --------------------------- | ------------------ | ----------------------------- | ----------------------------- | ----------------------------- | ----------------------------- | ----------------------------- | ----------------------------- | ----------------------------- | ----------------------------- | ----------------------------- | ----------------------------- | ----------------------------- |
| Dinamo Zagreb               | —                           | 1:0                         | 1:0                         | 5:3                         | 3:0                         | 1:0                         | 2:1                         | 1:1                         | 1:1                         | 2:0                         | Dinamo Zagreb      | —                             | 3:1                           | 3:1                           | 1:0                           | 1:0                           | 3:0                           | 3:0                           | 3:1                           | 7:2                           | 3:0                           |                               |
| Gorica                      | 0:1                         | —                           | 1:1                         | 2:3                         | 0:2                         | 0:3                         | 1:2                         | 2:1                         | 2:0                         | 3:3                         | Gorica             | 1:2                           | —                             | 3:0                           | 2:2                           | 4:1                           | 0:2                           | 1:0                           | 1:0                           | 3:1                           | 4:3                           |                               |
| Hajduk Split                | 0:0                         | 0:2                         | —                           | 3:0                         | 3:1                         | 1:1                         | 0:2                         | 1:1                         | 3:1                         | 2:2                         | Hajduk Split       | 0:1                           | 0:0                           | —                             | 3:2                           | 4:1                           | 2:1                           | 0:0                           | 4:0                           | 3:0                           | 2:0                           |                               |
| Inter Zaprešić              | 0:2                         | 1:3                         | 2:2                         | —                           | 1:2                         | 2:1                         | 0:3                         | 1:2                         | 3:0                         | 0:0                         | Inter Zaprešić     | 2:3                           | 2:2                           | 1:3                           | —                             | 3:1                           | 3:2                           | 1:3                           | 0:3                           | 0:3                           | 1:3                           |                               |
| Istra 1961                  | 1:4                         | 0:2                         | 2:4                         | 0:2                         | —                           | 1:2                         | 1:1                         | 1:2                         | 1:0                         | 1:1                         | Istra 1961         | 0:4                           | 0:3                           | 0:2                           | 0:1                           | —                             | 0:0                           | 1:0                           | 0:7                           | 2:0                           | 1:1                           |                               |
| Lokomotiva                  | 0:1                         | 2:2                         | 2:0                         | 4:0                         | 1:0                         | —                           | 2:2                         | 2:0                         | 1:0                         | 1:1                         | Lokomotiva         | 1:1                           | 2:3                           | 0:1                           | 2:0                           | 01:1                          | —                             | 0:4                           | 1:2                           | 0:0                           | 3:1                           |                               |
| Osijek                      | 0:2                         | 0:1                         | 4:1                         | 6:0                         | 3:0                         | 2:1                         | —                           | 1:2                         | 3:2                         | 1:1                         | Osijek             | 2:1                           | 2:2                           | 0:1                           | 3:1                           | 1:0                           | 1:1                           | —                             | 2:1                           | 2:0                           | 1:1                           |                               |
| Rijeka                      | 1:0                         | 2:0                         | 1:1                         | 4:0                         | 3:3                         | 3:0                         | 1:1                         | —                           | 5:1                         | 0:0                         | Rijeka             | 0:0                           | 1:3                           | 0:0                           | 7:0                           | 2:0                           | 1:0                           | 3:1                           | —                             | 3:1                           | 2:0                           |                               |
| Rudeš                       | 0:3                         | 0:1                         | 1:4                         | 0:1                         | 0:3                         | 0:4                         | 1:4                         | 1:2                         | —                           | 1:1                         | Rudeš              | 0:2                           | 1:1                           | 1:4                           | 2:0                           | 1:0                           | 1:2                           | 0:1                           | 2:4                           | —                             | 0:1                           |                               |
| Slaven Belupo               | 0:2                         | 0:1                         | 1:1                         | 2:1                         | 3:1                         | 2:5                         | 0:2                         | 1:1                         | 1:1                         | —                           | Slaven Belupo      | 0:1                           | 2:0                           | 1:2                           | 0:1                           | 3:3                           | 1:1                           | 1:0                           | 1:1                           | 2:1                           | —                             |                               |

Posljednje ažuriranje: 36. kolo – 3. kolovoza 2020.

## Najbolji strijelci lige
Strijelci 10 i više pogodaka 
 
ažurirano 3. kolovoza 2020.  
19 golova
- Mijo Caktaš (Hajduk)

18 golova
- Mirko Marić (Osijek)

16 golova
- Jakov Puljić (Rijeka)

14 golova
- Łukasz Zwoliński (Gorica)
- Komnen Andrić (Inter – 10 / Dinamo – 4)

13 golova
- Jairo da Silva (Hajduk)
- Ivan Krstanović (Lokomotiva – 6 / Slaven Belupo – 7)

12 golova
- Antonio Čolak (Rijeka)

10 golova
- Kristijan Lovrić (Gorica)

## Suci u sezoni 2018./19.
| Suci – Elitna skupina         | Suci – Elitna skupina         | Suci – Elitna skupina         |                    | Suci – 1. skupina            | Suci – 1. skupina            | Suci – 1. skupina            |                     | Suci – talent skupina         | Suci – talent skupina         | Suci – talent skupina         |
| Ime i prezime                 | Datum rođenja                 | Mjesto rođenja                | Ime i prezime      | Datum rođenja                | Mjesto rođenja               | Ime i prezime                | Datum rođenja       | Mjesto rođenja                |                               |                               |
| ----------------------------- | ----------------------------- | ----------------------------- | ------------------ | ---------------------------- | ---------------------------- | ---------------------------- | ------------------- | ----------------------------- | ----------------------------- | ----------------------------- |
| Ivan Bebek                    | 30. svibnja 1977.             | Rijeka                        | Damir Batinić      | 29. listopada 1975           | Osijek                       | Marko Cestarić               | 5. kolovoza 1989.   | Sisak                         |                               |                               |
| Fran Jović                    | 13. lipnja 1984.              | Zagreb                        | Dario Bel          | 1. srpnja 1988.              | Osijek                       | Ante Čuljak                  | 26. svibnja 1991.   | Zagreb                        |                               |                               |
| Igor Pajač                    | 30. rujna 1985.               | Zelina                        | Goran Gabrilo      | 13. rujna 1977.              | Split                        | Tino Krečak                  | 26. srpnja 1987.    | Velika Gorica                 |                               |                               |
| Tihomir Pejin                 | 11. listopada 1983.           | Donji Miholjac                | Igor Križarić      | 5. studenog 1977.            | Čakovec                      | Dario Kulušić                | 10. listopada 1986. | Šibenik                       |                               |                               |
| Duje Strukan                  | 16. svibnja 1984.             | Split                         | Marko Matoc        | 21. siječnja 1979.           | Zaprešić                     | Josip Lučić                  | 14. rujna 1986.     | Vinkovci                      |                               |                               |
| Mario Zebec                   | 24. rujna 1982.               | Varaždin                      | Dalibor Mlakar     | 30. rujna 1975.              | Zagreb                       | Ivan Župan                   | 25. siječnja 1988.  | Bjelovar                      |                               |                               |
|                               |                               |                               | Marin Vidulin      | 29. rujna 1980.              | Kanfanar                     |                              |                     |                               |                               |                               |
| Ivan Vučković                 | 2. veljače 1986.              | Zagreb                        |                    |                              |                              |                              |                     |                               |                               |                               |
|                               |                               |                               |                    |                              |                              |                              |                     |                               |                               |                               |
| Pomoćni suci – elitna skupina | Pomoćni suci – elitna skupina | Pomoćni suci – elitna skupina |                    | Pomoćni suci – 1. kategorija | Pomoćni suci – 1. kategorija | Pomoćni suci – 1. kategorija |                     | Pomoćni suci – talent skupina | Pomoćni suci – talent skupina | Pomoćni suci – talent skupina |
| Ime i prezime                 | Datum rođenja                 | Mjesto rođenja                | Ime i prezime      | Datum rođenja                | Mjesto rođenja               | Ime i prezime                | Datum rođenja       | Mjesto rođenja                |                               |                               |
| Jerko Crnčić                  | 8. travnja 1979.              | Vrbovec                       | Krunoslav Ambrinac | 2. rujna 1976.               | Zagreb                       | Alen Jakšić                  | 6. ožujka 1988.     | Solin                         |                               |                               |
| Miro Grgić                    | 18. lipnja 1973.              | Osijek                        | Dejan Berger       | 18. travnja 1979.            | Osijek                       | Tomislav Keglević            | 18. srpnja 1989.    | Našice                        |                               |                               |
| Borut Križarić                | 5. kolovoza 1979.             | Čakovec                       | Vedran Đurak       | 12. listopada 1986.          | Sisak                        | Kristijan Novosel            | 20. kolovoza 1989.  | Gat                           |                               |                               |
| Igor Krmar                    | 2. travnja 1973.              | Zagreb                        | Nikola Kečkiš      | 14. svibnja 1981.            | Virovitica                   | Luka Pušić                   | 8. kolovoza 1988.   | Zagreb                        |                               |                               |
| Ivica Modrić                  | 9. listopada 1975.            | Zagreb                        | Robi Kezele        | 17. kolovoza 1977.           | Rijeka                       |                              |                     |                               |                               |                               |
| Goran Pataki                  | 17. studenog 1980.            | Đakovo                        | Davor Kožarec      | 11. svibnja 1956.            | Domaslovec                   |                              |                     |                               |                               |                               |
| Goran Perica                  | 8. prosinca 1978.             | Šibenik                       | Goran Loparac      | 19. siječnja 1976.           | Sladojevci                   |                              |                     |                               |                               |                               |
| Tomislav Petrović             | 4. rujna 1973.                | Valpovo                       | Mario Pepur        | 18. srpnja 1977.             | Split                        |                              |                     |                               |                               |                               |
| Hrvoje Radić                  | 10. svibnja 1982.             | Split                         | Sanja Rođak-Karšić | 16. prosinca 1983.           | Podravske Sesvete            |                              |                     |                               |                               |                               |
| Bojan Zobenica                | 26. kolovoza 1983.            | Velika Gorica                 | Marko Stolnik      | 2. siječnja 1988.            | Hrašćica                     |                              |                     |                               |                               |                               |
|                               |                               |                               | Kruno Šarić        | 25. veljače 1985.            | Županja                      |                              |                     |                               |                               |                               |
| Marjan Tomac                  | 26. ožujka 1985.              | Vladislavci                   |                    |                              |                              |                              |                     |                               |                               |                               |

Posljednje ažuriranje: 14. kolovoza 2018., ispravci imena 28. ožujka 2019.

## Kvalifikacije za 1. HNL 2019./20.
| Šibenik |  | – |  | Istra 1961 Pula |  | 1:1, | 0:2 |  |

## Unutarnje poveznice
- 2. HNL 2018./19.
- 3. HNL 2018./19.
- 4. rang HNL-a 2018./19.
- 5. rang HNL-a 2018./19.
- 6. rang HNL-a 2018./19.
- 7. rang HNL-a 2018./19.
- 8. rang HNL-a 2018./19.
- Hrvatski nogometni kup 2018./19.

## Vanjske poveznice
- Službene stranice Prva HNL  Arhivirana inačica izvorne stranice od 11. srpnja 2015. (Wayback Machine)
- hrnogomet.com, 1. HNL 2018./19.
- UEFA.com, profil lige